# Молоденський Михайло Сергійович
Михайло Сергійович Молоденський (рос. Михаил Сергеевич Молоденский; 16 червня 1909, Тула - 12 листопада 1991, Москва) — радянський геофізик, геодезист і гравіметрист, член-кореспондент АН СРСР (1946).
Народився в Тулі. У 1932 закінчив Московський університет, після чого працював у Центральному науково-дослідному інституті геодезії, аерофотозйомки та картографії (ЦНИИГАиК). З 1946 працює в Інституті фізики Землі АН СРСР. 
Основні напрями наукових робіт — вища геодезія, геофізика і гравіметрія. Розробив теорію фігури Землі та її гравітаційного поля, змінив класичні уявлення про методи вирішення основного завдання вищої геодезії. Запропонував метод вивчення форми фізичної поверхні Землі, вільний від будь-яких припущень про розподіл мас в земній корі, який має значне практичне значення. Цей метод став основою сучасної просторової, або тривимірної, геодезії. У 1961 розробив повнішу об'єднану теорію нутації і припливних деформацій Землі, за допомогою якої були розраховані значення сталих нутації для вимушених коливань земної осі, викликаних впливом Місяця і Сонця. Моделі Землі, в яких Молоденський враховував вплив рідкого ядра і пружної оболонки, забезпечили майже повну згоду теорії з даними спостережень. Теоретично передбачив існування вільної близькодобової нутації осі обертання Землі, яка була виявлена в 1963 Н.А.Поповим на підставі аналізу спостережень яскравих зенітних зірок.
Автор монографій «Основні питання геодезичної гравіметрії» (1945), «Пружні припливи, вільна нутація і деякі питання будови Землі» (1953), «Методи вивчення гравітаційного поля і фігури Землі» (1960), «Теорія нутації і добових земних припливів» (1961).

## Відзнаки
- Сталінська премія другого ступеня (1946) - за наукову працю «Основні питання геодезичної гравіметрії» (1945)
- Сталінська премія третього ступеня (1951) - за колективну розробку та впровадження пружинних гравіметрів для геофізичної розвідки
- Ленінська премія (1963)